# Adamit
Adamit též Idmit (hebrejsky אֲדָמִית, v oficiálním přepisu do angličtiny Adamit) je vesnice typu kibuc v Izraeli, v Severním distriktu, v Oblastní radě Mate Ašer.

## Geografie
Leží v nadmořské výšce 453 metrů, v hornaté oblasti v západní části Horní Galileji, cca 10 kilometrů od břehů Středozemního moře a 1 kilometr od libanonských hranic. Je situován na okraji prudkého svahu Ramat Adamit, který jižně od vesnice spadá do údolí vádí Nachal Becet. Do něj přitéká ze severu, od mezinárodní hranice vádí Nachal Namer.
Obec se nachází cca 10 kilometrů severozápadně od města Ma'alot-Taršicha, cca 118 kilometrů severoseverovýchodně od centra Tel Avivu a cca 35 kilometrů severovýchodně od centra Haify. Adamit obývají Židé, přičemž osídlení v tomto regionu je převážně židovské. Zcela židovská je oblast západně odtud, směrem k Izraelské pobřežní planině, i na jižní straně. Pouze na severovýchodní straně sousedí s kibucem vesnice Arab al-Aramša, kterou obývají izraelští Arabové, respektive Beduíni. Centrální oblasti Galileji obývané z velké části Araby začínají až dále jihovýchodním směrem.
Adamit je na dopravní síť napojen pomocí místní silnice číslo 8993.

## Dějiny
Adamit byl založen v roce 1958. Pojmenován byl podle arabského místního názvu lokality Chirbet Idmit, která se nacházela cca 1 kilometr západně od nynějšího Adamitu.
Šlo zpočátku o polovojenskou osadu typu Nachal, která byla součástí pásu židovských vesnic podél neklidných libanonských hranic. Zakladateli vesnice byli členové mládežnického hnutí ha-Šomer ha-Ca'ir a židovští přistěhovalci z Francie. Ti ale v roce 1967 tuto osadu opustili. Znovu byl Adamit osídlen roku 1971. Jeho novými obyvateli byli židovští přistěhovalci z USA a Evropy.
V 80. letech 20. století kibuc procházel ekonomickými problémy a dluhy a byl postaven pod nucenou správu konkurzního správce.
Původně se kibuc zaměřoval na zemědělství, postupně roste význam turistického ruchu. Kibuc je v procesu změny směrem k méně kolektivistickému hospodaření. Obec nabízí stavební pozemky soukromým zájemcům. V Adamit fungují zařízení předškolní péče, základní škola je ve vesnici Kabri. V kibucu je k dispozici plavecký bazén.

## Demografie
Obyvatelstvo kibucu Adamit je sekulární. Podle údajů z roku 2014 tvořili naprostou většinu obyvatel v Adamit Židé (včetně statistické kategorie "ostatní", která zahrnuje nearabské obyvatele židovského původu ale bez formální příslušnosti k židovskému náboženství).
Jde o menší sídlo vesnického typu s dlouhodobě kolísající populací, která počátkem 21. století prudce klesla, ale po roce 2006 začala opět narůstat. K 31. prosinci 2014 zde žilo 135 lidí. Během roku 2014 populace stoupla o 15,4 %.
| Rok            | 1961 | 1972 | 1995 | 2001 | 2003 | 2004 | 2005 | 2006 | 2007 | 2008 | 2009 | 2010 | 2011 | 2012 | 2013 | 2014 |
| -------------- | ---- | ---- | ---- | ---- | ---- | ---- | ---- | ---- | ---- | ---- | ---- | ---- | ---- | ---- | ---- | ---- |
| Počet obyvatel | 68   | 72   | 120  | 155  | 143  | 106  | 90   | 96   | 105  | 113  | 166  | 121  | 131  | 110  | 117  | 135  |